# Histocidaris australiae
Histocidaris australiae är en sjöborreart som beskrevs av Ole Theodor Jensen Mortensen 1928. Histocidaris australiae ingår i släktet Histocidaris och familjen piggsvinssjöborrar. Inga underarter finns listade i Catalogue of Life.